# Maphevu Dlamini
 (mars 2020).
Maphevu Harry Dlamini (31 mars 1922 - 25 octobre 1979) a été Premier ministre du Swaziland du 17 mars 1976 jusqu'à sa mort le 25 octobre 1979.

## Biographie
Dlamini était membre de la maison de Dlamini (en), la famille royale swazie, et a également servi dans l'armée du pays, où il a atteint le grade de général de division.
Après sa nomination, il a soutenu la politique du roi Sobhuza II, qui a aboli le régime parlementaire le 25 mars 1977. Maphevu Dlamini est décédé au pouvoir.